# Gellért Dorottya
Gellért Dorottya (Budapest, 1997. augusztus 1. –) magyar színésznő.

## Életpályája
Budapesten született, viszont gyerekkorát Nyíregyháza mellett töltötte. Tizenkét éves korában Budapestre költözött családjával. 2019-2024 között a Színház- és Filmművészeti Egyetem hallgatója volt, Novák Eszter és Selmeczi György osztályában. 2024-től az Apertúra társulat tagja. Rendszeresen játszik az Örkény Színházban.

## Színházi szerepei

### Örkény Színház
- Bűn és bűnhődés (2024) ...Nasztaszja
- Galilei élete (2024) ...Virginia, Galilei lánya
- Liliom (2023) Lujza

### Egyéb
- Brománc (Apertúra, 2024)
- Anyegin (Pécsi Janus Egyetemi Színpad)
- Az utolsó férfi (FreeSZFE, 2024)
- Sirály (FreeSZFE, 2023) ...Nyina Mihajlovna Zarecsnaja
- Eltűntek (Szkéné Színház, 2023) ...Emma / Lili

## Filmes és televíziós szerepei
- Bolond Istók (2024) ...Sári
- ...a szomszéd tehene (2024) ...Kriszti
- Árni (2023) ...Tina
- A kutyák nem esznek füvet (2022)